# Éric LeMarque
Éric LeMarque (* 1. Juli 1969 in Paris) ist ein ehemaliger französisch-US-amerikanischer Eishockeyspieler und heutiger Autor.

## Leben
LeMarque wurde am 1. Juli 1969 in Paris geboren und wuchs in den Stadtteilen West Hills und Pacific Palisades von Los Angeles auf. Er besuchte die Northern Michigan University, wo er sich der Eishockeymannschaft, den Wildcats, anschloss. Nach seiner Zeit an der Universität spielte er in seinem Geburtsland bei den Diables Rouges de Briançon, einer französischen Eishockeymannschaft aus Briançon. In den nächsten Jahren spielte er im Wechsel für französische oder US-amerikanischen Profiteams. Zwischen 1993 und 1995 nahm er für die französische Eishockeynationalmannschaft an den Olympischen Winterspielen von 1994 sowie an den Eishockey-Weltmeisterschaften 1994 und 1995 teil. Nach jeweils einjährigen Stationen in Deutschland beim EC Pfaffenhofen und bei den Arkansas GlacierCats aus den USA ließ er 1999 seine Karriere ausklingen und strebte eine Karriere als Snowboarder bei den X-Games an.
Am 6. Februar 2004 verlor LeMarque während eines Schneesturms die Orientierung auf der Sierra Nevada. Er überlebte acht Tage auf über 3500 m Höhe, indem er in einem provisorischen Iglu lebte und Pinienkerne und Zedern aß. Nach acht Tagen und fast 10 Meilen Wanderung durch Tiefschnee und Temperaturen unter dem Gefrierpunkt fand er den Weg zurück ins Skigebiet Mammoth Mountain Ski Area. Aufgrund schwerer Erfrierungen mussten ihm beide Beine unterhalb der Knie amputiert werden. 2009 erschien seine Biografie Crystal Clear: The Inspiring Story of How an Olympic Athlete Lost His Legs Due to Crystal Meth and Found a Better Life in Kooperation mit dem Autor Davin Seay, in der er über seinen Überlebenskampf berichtet, aber auch erklärt, dass er drogensüchtig war und unter anderem Crystal Meth konsumierte. Des Weiteren erzählt er von einer schwierigen Kindheit. 2017 erschien die Verfilmung 6 Below – Verschollen im Schnee von Scott Waugh. Dort wird er vom Schauspieler Josh Hartnett als Erwachsener und von Kale Culley in Rückblicken als Kind dargestellt.
Seit 2004 ist LeMarque verheiratet. Seine Ehefrau heißt Hope. Er ist Vater eines Sohnes Zach und hat einen Stiefsohn Nick.

## Werke
- Crystal Clear: The Inspiring Story of How an Olympic Athlete Lost His Legs Due to Crystal Meth and Found a Better Life. Delacorte Press, New York 2009, ISBN 978-0-553-80765-3 (englisch).